# Nationalpark Lauwersmeer
Der Nationalpark Lauwersmeer liegt im Norden der Niederlande, an der Grenze der Provinzen Groningen und Friesland. Das Gebiet wurde am 12. November 2003 zum Nationalpark erklärt und umfasst 9000 Hektar, wovon rund 6000 Hektar der Staatlichen Forstverwaltung der Niederlande (Staatsbosbeheer) unterstehen. Der See ist rund 2000 Hektar groß.

## Geographie
Früher war die Lauwerszee, eine nach dem Fluss Lauwers benannte Meeresbucht, zum Wattenmeer hin offen. Nach der Sturmflut von 1953 wurde aus Angst vor Überschwemmungen ein Damm geplant, der 1969 fertiggestellt wurde. Die Meeresbucht wurde zu einem geschlossenen See, nun Lauwersmeer genannt, und der höher gelegene Meeresboden (das frühere Watt) wurde trockengelegt. Das neu gewonnene Land wurde in den ersten Jahren völlig sich selbst überlassen, damit sich die für das Gebiet typische Flora und Fauna etablieren konnte.
Das Gebiet hat einen überwiegend offenen Charakter, allerdings gibt es in der Nähe von Lauwersoog einen Wald namens Ballastplaatbos und im Süden bei Dokkumer Nieuwe Zijlen das Waldgebiet Zomerhuisbos. Größere Gebiete des Parks sind für die Öffentlichkeit nicht zugänglich, während der See in seinen tieferen Gebieten auch für Boote geöffnet ist. Die untiefen See- und Feuchtgebiete dürfen aus Gründen des Landschaftsschutzes nicht betreten werden.

## Flora und Fauna
Im Gebiet des Parks wachsen unter anderem verschiedene Orchideen und das Sumpf-Herzblatt, auch wilde Rosen sind zu finden. Die offenen Gebiete werden durch Beweidung mit Schottischen Hochlandrindern vor Überwucherung geschützt. Neben den Rindern wurde auch eine Population Konikpferde im Nationalpark angesiedelt. Der Nationalpark ist ein wichtiger Rastplatz für Zugvögel auf ihren Wanderungen. Neben häufig vorkommenden Wasservögeln wie Gänsen und Enten können auch seltenere Arten wie der Eisvogel oder Raubvögel wie Seeadler und Wanderfalke beobachtet werden. Auch Flamingos wurden im Nationalpark bereits gesichtet.

## Freizeit und Erholung
Neben zahlreichen Wander- und Radwegen sind die öffentlich zugänglichen Gebiete des Parks für ihre Wassersportaktivitäten bekannt. Unter anderem sind hier Segeln, Kanufahren, Surfen und Kitesurfen möglich.
Im Oktober 2016 erhielt der Nationalpark als zweiter Ort in den Niederlanden das Prädikat Dark Sky Park. Dieses wird an Orte vergeben, in denen es keine Lichtverschmutzung gibt und wo somit in der Nacht der Sternenhimmel besonders gut beobachtet werden kann. Im Lauwersmeergebiet ist es in einigen Nächten sogar möglich, die Nordlichter zu beobachten.

## Galerie

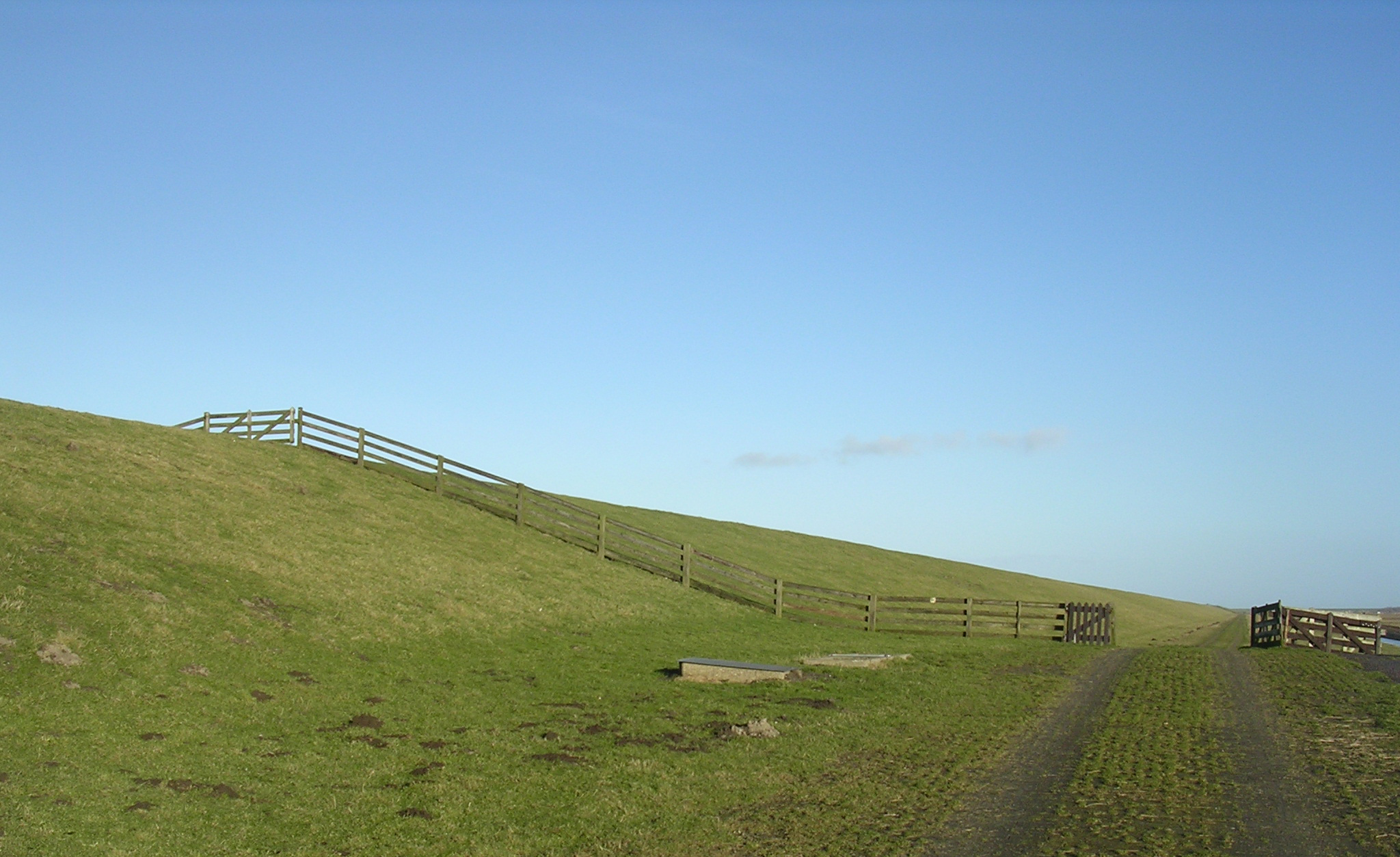
Der 13 km lange Abschlussdeich
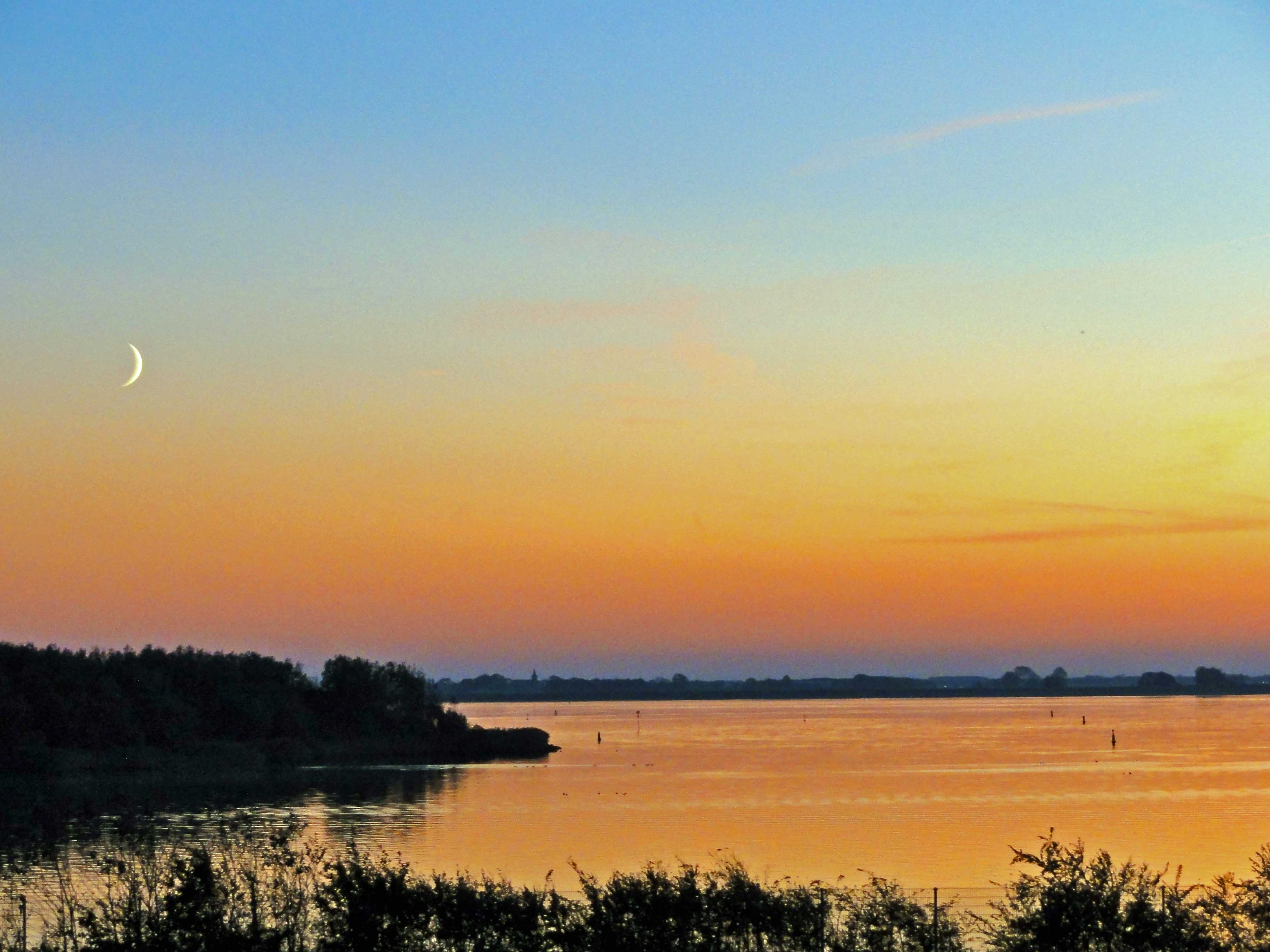
Blick über den See
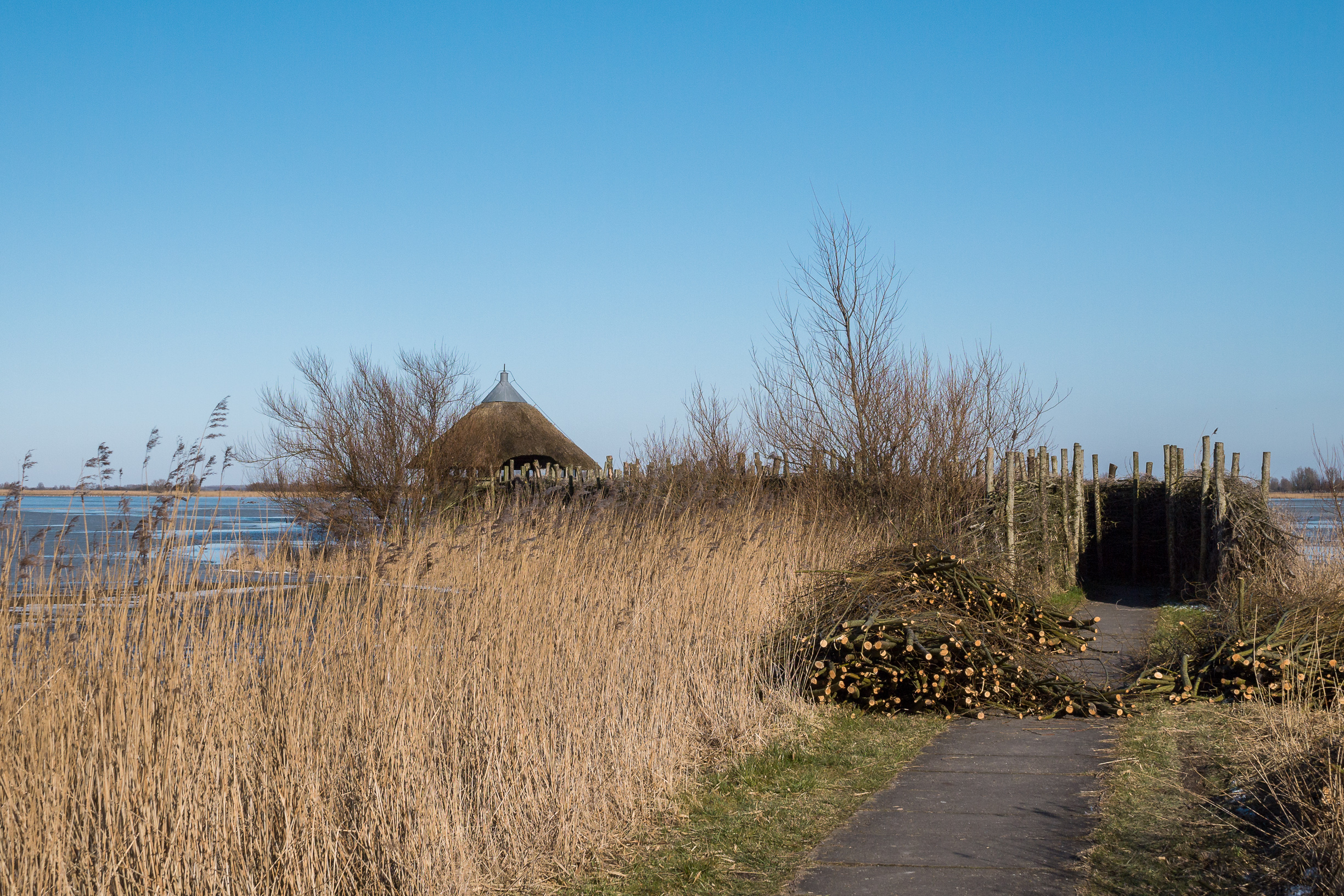
Unterstand zur Beobachtung von Vögeln
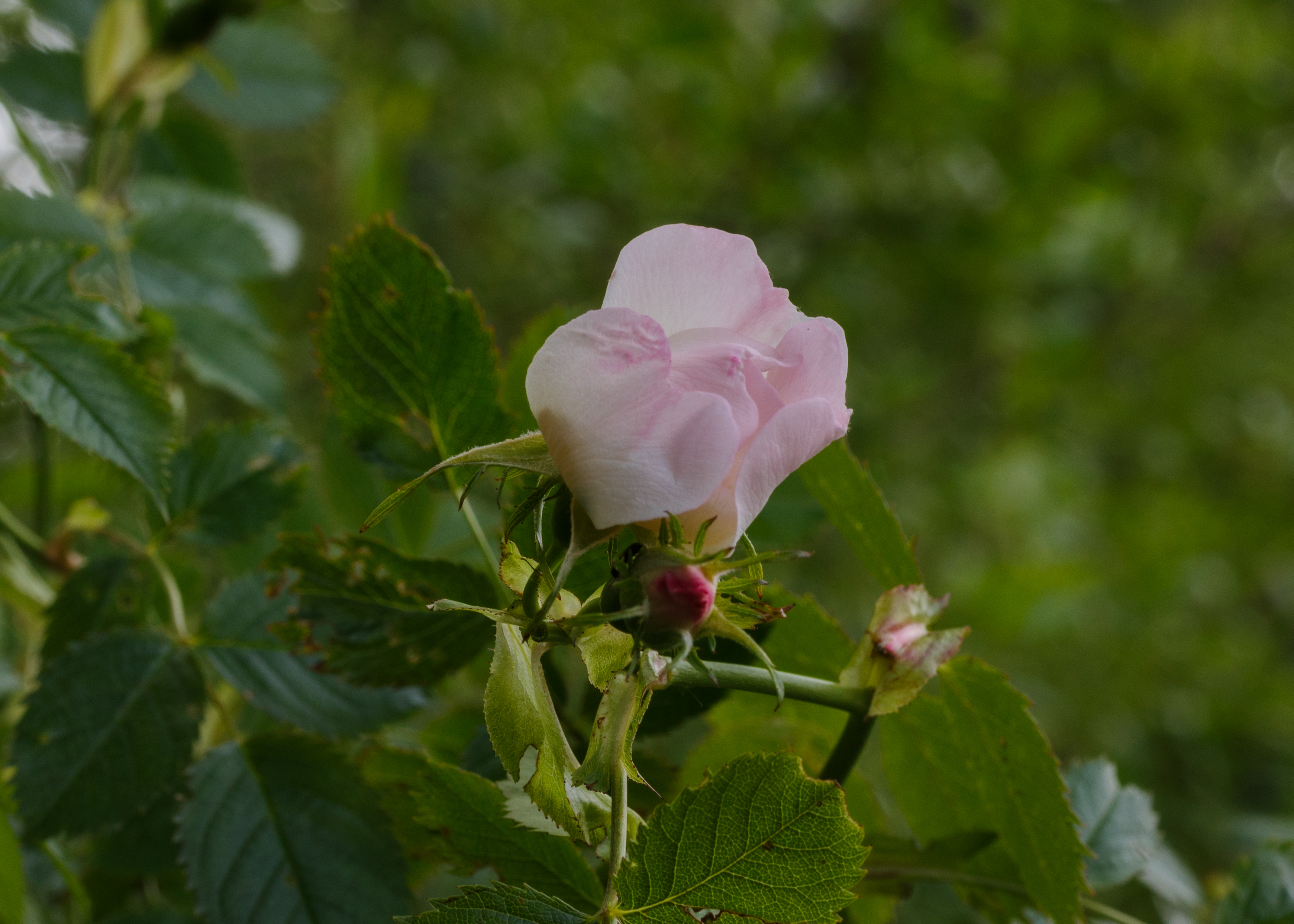
Wilde Rose im Nationalpark
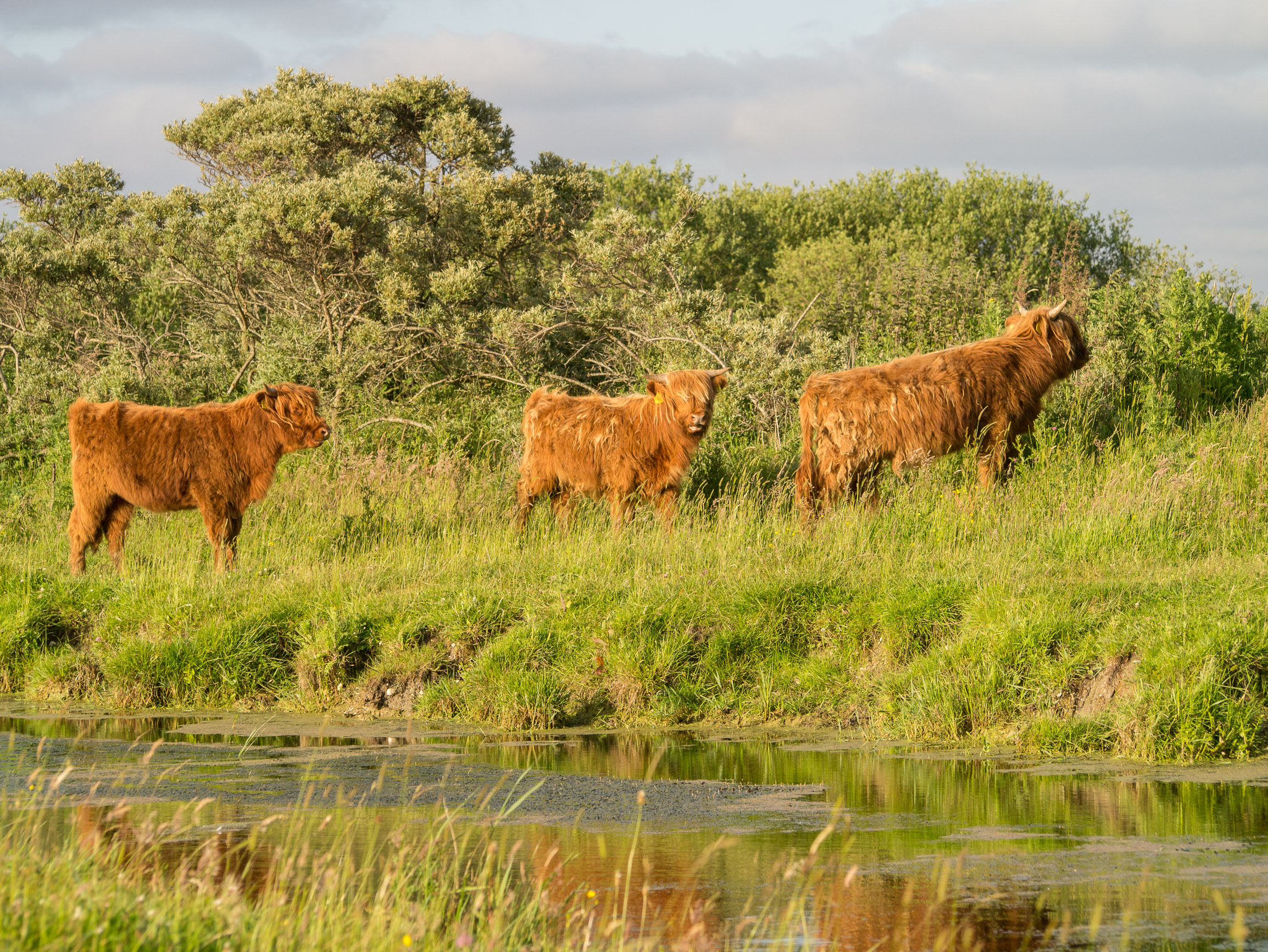
Hochlandrinder im Lauwersmeer-Gebiet